# Palliduphantes conradini
Palliduphantes conradini là một loài nhện trong họ Linyphiidae.
Loài này thuộc chi Palliduphantes. Palliduphantes conradini được Paolo Marcello Brignoli miêu tả năm 1971.